# Выборы в Екатеринбургскую городскую думу (2009)
Выборы в Екатеринбургскую городскую думу V-го созыва прошли 1 марта 2009 года в Единый день голосования. Они прошли по мажоритарной избирательной системе.

## Предшествующие события
9 декабря 2008 года, депутаты Екатеринбургской городской думы на своём последнем заседании назначают выборы на 1 марта 2013 года, в Единый день голосования.
С 20 декабря 2008 года по 19 января 2009 года назначается период выдвижения кандидатов и сбора подписей избирателей в поддержку их выдвижения.

## Ход выборов
По итогам выборов, представительство Единой России увеличилось с 51-54% до 80%. Оппозиция заявила о широкомасштабных фальсификациях и проведении несправедливых выборов.

## Результаты выборов
| Екатеринбургская городская дума V-го созыва                |                                                |                                       |         |         |         |
| Партия                                                     | Партия                                         | Кандидатов                            | Места   | Места   | Места   |
| Партия                                                     | Партия                                         | Кандидатов                            | До      | После   | +/–     |
|                                                            | Единая Россия                                  | 35                                    | 7 (+9)  | 28      | ▲+21    |
|                                                            | Независимые                                    | 82                                    | 19      | 6       | ▼-13    |
|                                                            | Коммунистическая партия Российской Федерации   | 30                                    | 0       | (1)     | новая   |
| Партии, не прошедшие в ЕГД, или выбывшие после регистрации |                                                |                                       |         |         |         |
|                                                            | Либерально-демократическая партия России       | 35                                    | 0       | 0       | ▬       |
|                                                            | Справедливая Россия: Родина, Пенсионеры, Жизнь | 16                                    | 0       | 0       | новая   |
|                                                            | Патриоты России                                | 5                                     | 0       | 0       | новая   |
|                                                            |                                                |                                       |         |         |         |
| Всего                                                      | Всего                                          | Всего                                 | 35      | 35      | ▬       |
| Зарегистрированных избирателей / Явка                      | Зарегистрированных избирателей / Явка          | Зарегистрированных избирателей / Явка | 18,22 % | 18,22 % | ▼-2,83% |